# Přímluva
Přímluva v náboženském životě může znamenat:
- Kristova přímluva je křesťanská víra v pokračující Ježíšovu přímluvu a jeho zastávání se lidstva i po jeho nanebevstoupení
- Přímluvnou modlitbu, kdy se věřící modlí
- Přímluva Ducha svatého, který je v Bibli označen jako Přímluvce (řec. Paraklétos)
- Přímluva Panny Marie či svatých